# Piotr Andrews
Piotr Andrews, także Peter Andrews (ur. w 1961 w Kano) – kanadyjski fotoreporter polskiego pochodzenia.

## Biografia
Piotr Andrews urodził się w Kano w Nigerii w 1961 roku. Od 1967 roku mieszkał w Polsce. Jego matka pracowała w Centralnej Agencji Fotograficznej. W 1981 Andrews wyjechał najpierw do Wielkiej Brytanii, następnie do Kanady. Studiował na Uniwersytecie Ottawskim. Podjął pracę dla kanadyjskich czasopism: „The Sunday Herald”, „Ottawa Citizen” oraz „Montreal Gazette”. Od 1991 roku Andrews pracował dla Reutersa w Moskwie. 11 stycznia 1991 roku wykonał zdjęcia podczas rosyjskiego ostrzeliwania Domu Prasy w Wilnie, wykorzystane przez agencje prasowe na całym świecie. W 1995 został skierowany do Południowej Afryki, następnie do Sarajewa. Za materiał z masakry w Sarajewie z 28 sierpnia 1995 roku został razem z Kurtem Schorkiem nominowany do Nagrody Pulitzera w 1996 roku. W 1996 fotograf wrócił do Johannesburga. W 1999 roku przeniósł się do Nairobi. W 2000 roku został szefem agencji fotograficznej Reutersa w Warszawie. Funkcję tę pełnił do 2013 roku.
W 1993 roku Piotr Andrews został nagrodzony w Konkursie Polskiej Fotografii Prasowej za reportaż z Gruzji i Abchazji.
Fotoreporter dokumentował światowe konflikty zbrojne, robiąc zdjęcia w takich krajach, jak:  Izrael, Irak, Afganistan, Czeczenia, Haiti, byłe Jugosławia i Związek Radziecki. Pracował również jako fotograf podczas Mistrzostw Świata w Piłce Nożnej 2002 i 2006, Igrzysk Olimpijskich 2002, 2004, 2006, 2008, Regat o Puchar Ameryki w Walencji i San Francisco.